# Eriksbo
Eriksbo är ett primärområde i stadsområde Nordost i Göteborgs kommun, beläget i stadsdelen Hjällbo i Göteborg. 

## Bebyggelse
På mark, som inkorporerades 1967 från Angereds kommun, byggdes åren 1968–1971 omkring 1 100 lägenheter i 3-vånings lamellhus. Där finns också äldre villor. Bebyggelsen ligger längs Gråbovägen (länsväg 190). I området finns en skola, butik, fem förskolor och en fritidspark. Eriksbo består av tre huvudområden: Hjällbogärdet, Västergärdet och Östergärdet.

## Geografisk belägenhet
Stadsdelen ligger i Lärjeåns dalgång och bebyggelsen i en sluttning upp mot Gråbovägen, på vars norra sida branta berg reser sig. Förr passerade Västgötabanan genom dalgången och dess banvall har gjorts om till cykelbana.

## Nyckeltal

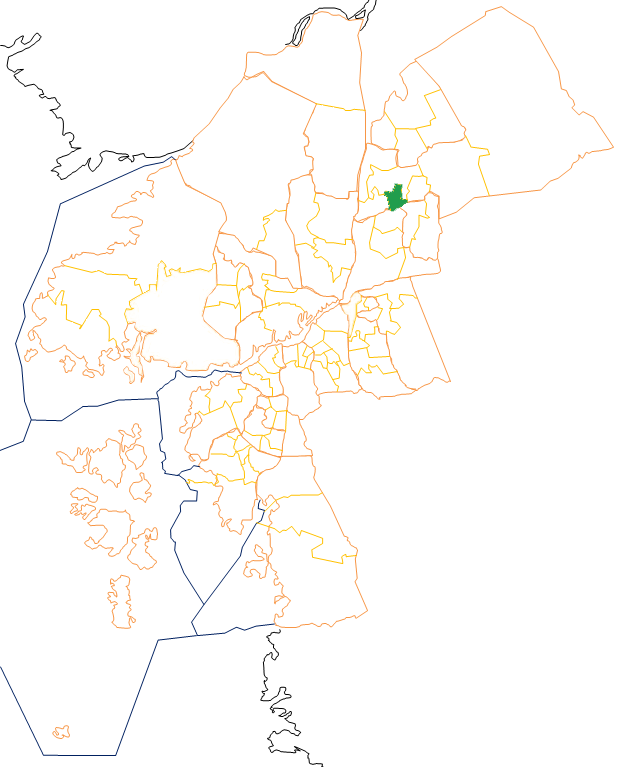
Eriksbo

Nyckeltalen redovisar statistik som beskriver Göteborg och dess 96 delområden, primärområden, per den 31 december och kan användas för att jämföra de olika områdena. Nedan redovisas uppgifter för primärområdet och jämförelse görs mot uppgifterna för hela kommunen.
|                                                           | Eriksbo    | Hela Göteborg |
| --------------------------------------------------------- | ---------- | ------------- |
| Folkmängd                                                 | 2 740      | 587 549       |
| Befolkningsförändring 2020–2021                           | -69        | +4 493        |
| Andel födda i utlandet                                    | 56,6 %     | 28,3 %        |
| Andel utrikes födda eller med två utrikes födda föräldrar | 80,8 %     | 38,1 %        |
| Medelinkomst                                              | 203 500 kr | 332 400 kr    |
| Arbetslöshet                                              | 19,3 %     | 6,6 %         |
| Antal ersatta dagar från F-kassan per person (16-64 år)   | 27,3       | 19,5          |
| Andel med eftergymnasial utbildning (minst 3 år)          | 15,0 %     | 37,9 %        |
| Andel bostäder byggda 1961–1970                           | 96,9 %     |               |
| Andel bostäder i allmännyttan                             | 80,6 %     | 25,9 %        |
| Antal färdigställda bostäder 2021                         | 0          |               |
| Andel bostäder i småhus                                   | 2,8 %      | 18,3 %        |

## Stadsområdes- och stadsdelsnämndstillhörighet
Primärområdet tillhörde fram till årsskiftet 2020/2021 stadsdelsnämndsområdet Angered och ingår sedan den 1 januari 2021 i stadsområde Nordost.